# Eladio Perlado
Eladio Perlado Cadavieco (Oviedo, 17 de diciembre de 1911 – Madrid, 17 de abril de 1991) fue un político y funcionario español. Durante la Dictadura franquista desempeñó diversos cargos en la administración estatal y en los Sindicatos Verticales.

## Biografía
Nacido en Oviedo en 1911, combatió en la Guerra Civil Española y llegó a formar parte de FET y de las JONS. 
Realizó su carrera profesional en el seno de los Sindicatos Verticales franquistas. Llegó a desempeñar, entre otros, los puestos de Vicesecretario de Obras Sindicales e Inspector nacional de Sindicatos. También desempeñó puestos en la administración del Estado, siendo gobernador civil —y jefe provincial del «Movimiento»— en las provincias de Cuenca, Teruel y Burgos. También ejerció como procurador en las Cortes franquistas durante varios periodos. Falleció en Madrid el 17 de abril de 1991.